# 10702 Arizorcas
10702 Arizorcas eller 1981 QD är en asteroid i huvudbältet som upptäcktes den 30 augusti 1981 av den amerikanske astronomen Edward L.G. Bowell vid Anderson Mesa Station. Den är uppkallad efter Arizona Orchestra Association.
Asteroiden har en diameter på ungefär 3 kilometer.